# Omrežnina
Omrežnína je plačilo za uporabo infrastrukturnega omrežja, kot sta elektroenergetsko  ali vodovodno omrežje. 
Omrežnina pri plačilu električne energije je del cene električne energije za uporabo omrežja, ki je namenski prihodek sistemskega operaterja za pokrivanje upravičenih stroškov, ki se nanašajo na vzdrževanje in delovanje ter razvoj sistema. Omrežnino mora plačati vsak končni odjemalec. Omrežnino določa Javna agencija Republike Slovenije za energijo, in sicer v skladu z Aktom o določitvi metodologije za obračunavanje omrežnine in metodologije za določitev omrežnine in kriterijih za ugotavljanje upravičenih stroškov za elektroenergetska omrežja.